# Kirchenstraße 17/17a (Böhl)
Das Gebäude in der Kirchenstraße 17/17a in Böhl, einem Teilort der Gemeinde Böhl-Iggelheim in Rheinland-Pfalz, ist ein denkmalgeschütztes Fachwerkhaus. Das heutige Gebäude stammt aus der Zeit um 1580. An der Stelle des Hauses befand sich schon im späten Mittelalter der Wohnsitz hochrangiger Amtspersonen und noch 1744 wird das Haus als adeliges Haus bezeichnet.

## Geschichte
Böhl als ackerbäuerliches Straßendorf innerhalb der Pflege Haßloch im Besitz der Pfalzgrafen, später im gemeinsamen Besitz der Kurpfalz und der Grafen von Leiningen, hatte keinen Ortsadel im eigentlichen Sinn. Gleichwohl wurden hohe Bedienstete der Pflege Haßloch oder verdiente Dienstleute der Lehensherren mit Gütern in Böhl bedacht und nannten sich danach von Böhl. 1366 sind urkundlich der Edelknecht Peter von Buhel und der Grundbesitzer Florantz von Buhel belegt. Im 15. Jahrhundert gibt es dann verschiedene Angehörige der Familie Liechtenstein, die sich von Böhl nannten. 1486 war Heinrich Liechtenstein von Böhl Faut der Pflege Haßloch. Ein Junker namens Nikolaus Übelhirn von Böhl stiftete mangels Nachkommen seine Güter in der Umgebung von Böhl 1494 zum Bau des Spitals in Deidesheim.
An der Wende zur Neuzeit erwarben die Herren von Wachenheim Besitz in Böhl. Ein Arnold von Wachenheim, genannt von Böhl, übernahm 1443 ein wormsisches Lehen, das zuvor der Familie Liechtenstein und vor 1432 den Kolb von Wartenberg gehört hatte. 1501 übernahm Hans von Wachenheim, genannt von Böhl, der leiningischer Amtmann in Hartenburg war, dieses Lehen. Dabei handelt es sich wahrscheinlich um den Hof in der Kirchenstraße 17, den Hans von Wachenheim 1523 besaß, als er der Gemeinde Böhl für einen jährlichen Zins von drei Masthähnchen das Recht auf einen Fußpfad („Pfarrgässel“) über sein Grundstück gab. Ein jüngerer Arnold von Wachenheim, der kurpfälzischer Amtmann in Wachenheim war, erwarb 1526 von Peter Krebs den großen und kleinen Zehnten in Böhl. 1536 erhielt der zuvor genannte Hans von Wachenheim für seine Dienste bei Emich IX. von Leiningen auch noch einen Weiher (vermutlich die ehemalige Lenn) und einen Garten in Böhl.
Gemäß der dendrochronologischen Untersuchung des Bauholzes durch Andreas Best 2003 wurde das heutige Gebäude etwa 1581 erbaut. Das Haus zählt damit zu den ältesten Fachwerkbauten in der Umgebung von Ludwigshafen am Rhein. Noch 1744 wurde das Haus als adeliges Haus bezeichnet.
Das Gebäude ist am 9. September 2023 gegen Mittag in Brand geraten und komplett ausgebrannt.

## Beschreibung
Das Haus in der Kirchenstraße 17 ist ein zweigeschossiges Fachwerkwohnhaus, mit geschnitzten Fachwerkerkern. In den Obergeschossen weist das Fachwerk geschweifte Andreaskreuze mit Nasen und mit genasten Kreisen auf. Es sind auch halbhohe Andreaskreuze und Mannfiguren mit geschnitzten Knaggen zu finden. Das erste Obergeschoss kragt nach allen Seiten vor, die beiden darüberliegenden Dachgeschosse kragen an der Giebelseite weiter vor. Über dem ersten Obergeschoss befindet sich an der Giebelseite ein Vordach für den Witterungsschutz. An der Traufseite zum Hof befindet sich über dem Eingang ein jüngeres Vordach.